# کلیسای جامع سینت هنری
کلیسای جامع سِینت هنری (انگلیسی: St. Henry's Cathedral) یک کلیسای جامع کاتولیک رومی در هلسینکی، فنلاند است که به هنری (اسقف فنلاند) در قرن دوازدهم، اختصاص یافته‌است. این بنا، کلیسای جامع کاتولیک در هلسینکی است و بقیه کلیساهای کاتولیک این شهر زیرمجموعه آن محسوب می‌شوند.

## پیشینه
این بنا توسط ارنست لوهرمان معمار آلمانی به سبک معماری نئوگوتیک طراحی و بین سال‌های ۱۸۵۸ و ۱۸۶۰ ساخته شد. دلیل اصلی ایجاد این مکان مذهبی، خدمت به سربازان کاتولیک امپراتوری روسیه و همچنین بازرگانان روسی با مذهب کاتولیک مستقر در هلسینکی بود. کلیسای جامع سینت هنری در سال ۱۹۰۴ رسماً معتبر اعلام گردید و در سال ۱۹۵۵ به عنوان کلیسای جامع شهر هلسینکی برگزیده شد.
مجسمه‌های هنری (اسقف فنلاند)، سینت پیتر و سینت پل نمای خارجی این کلیسای جامع را تزئین کرده‌اند.

## نگارخانه

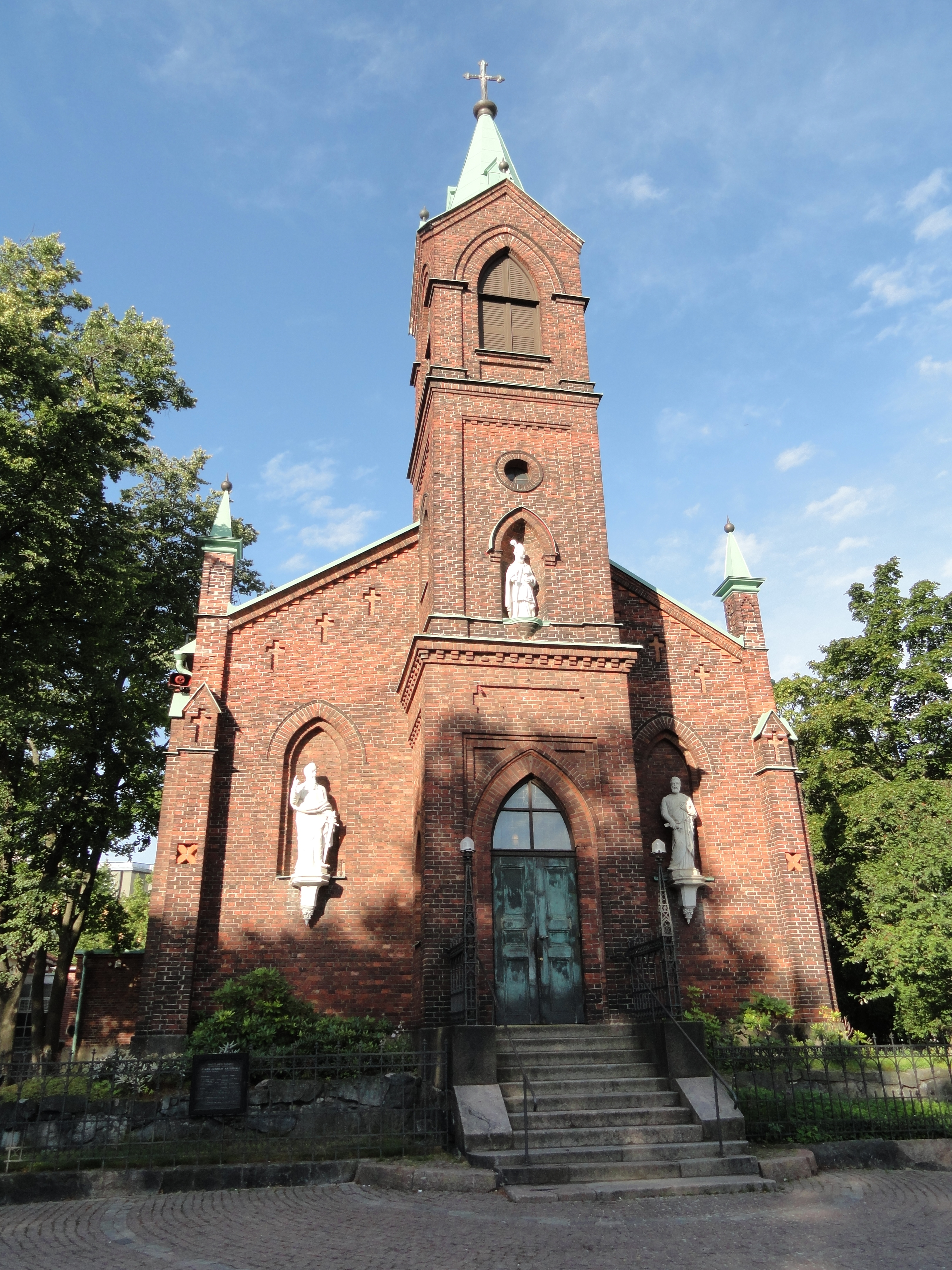
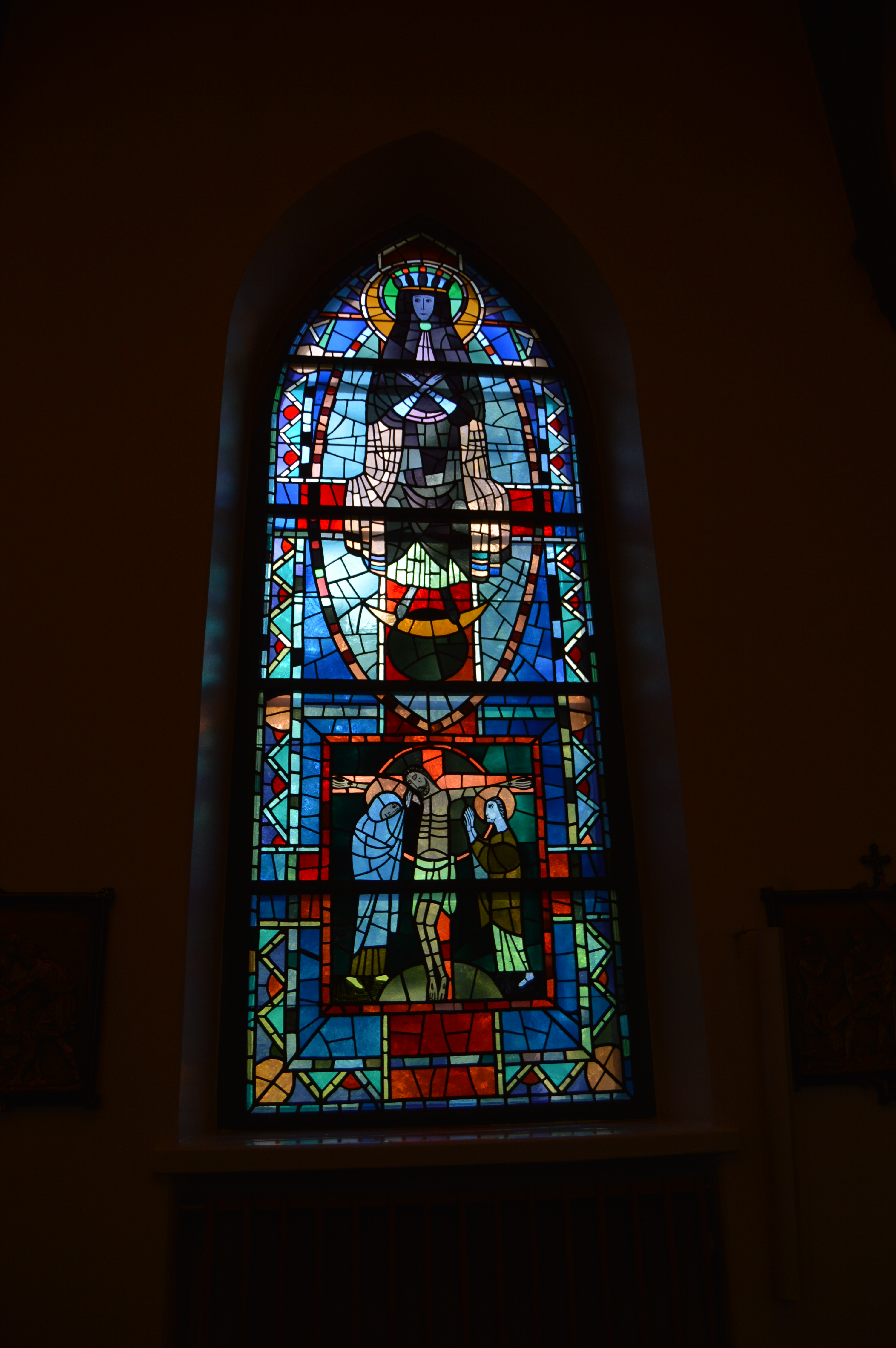
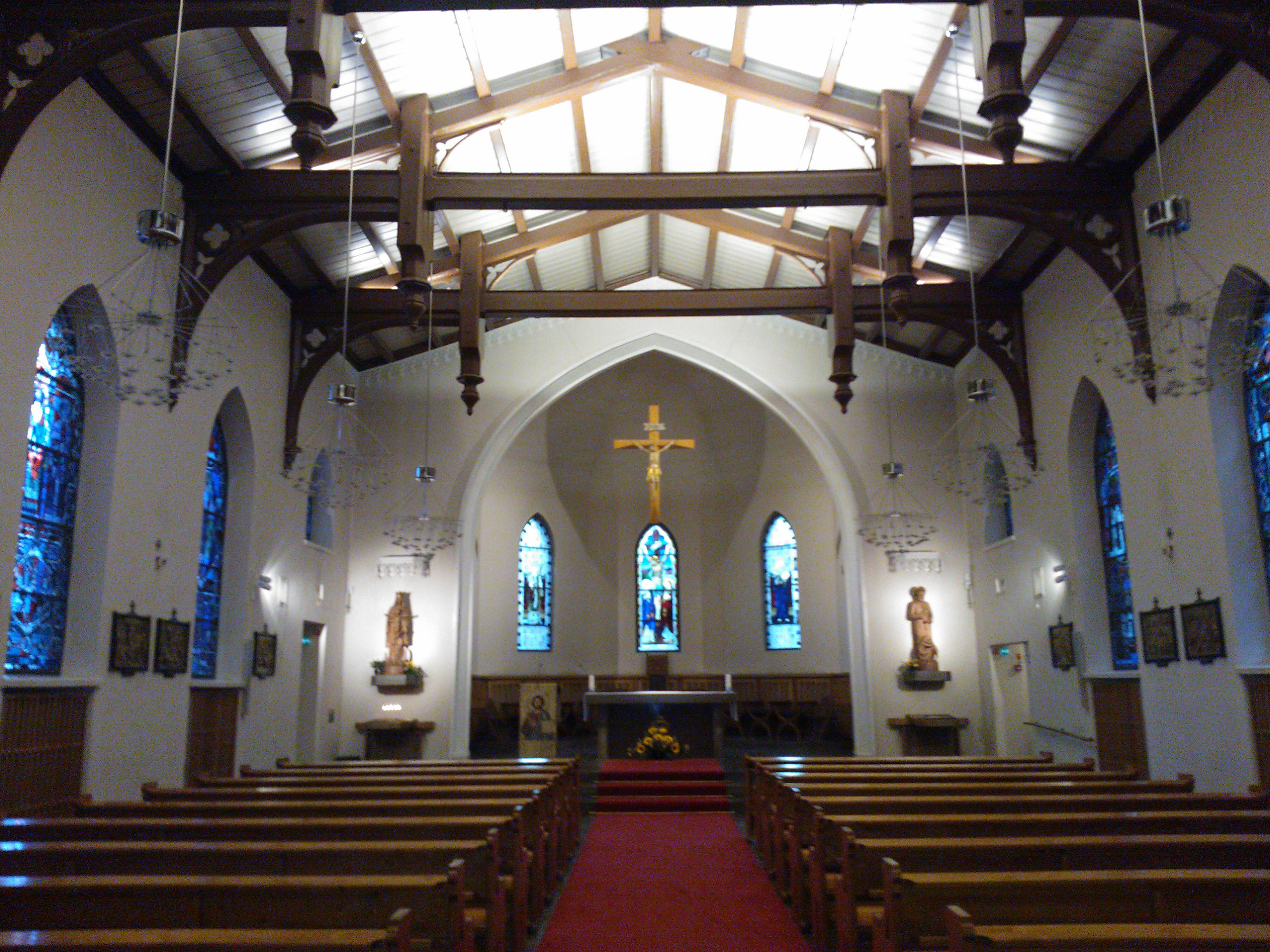
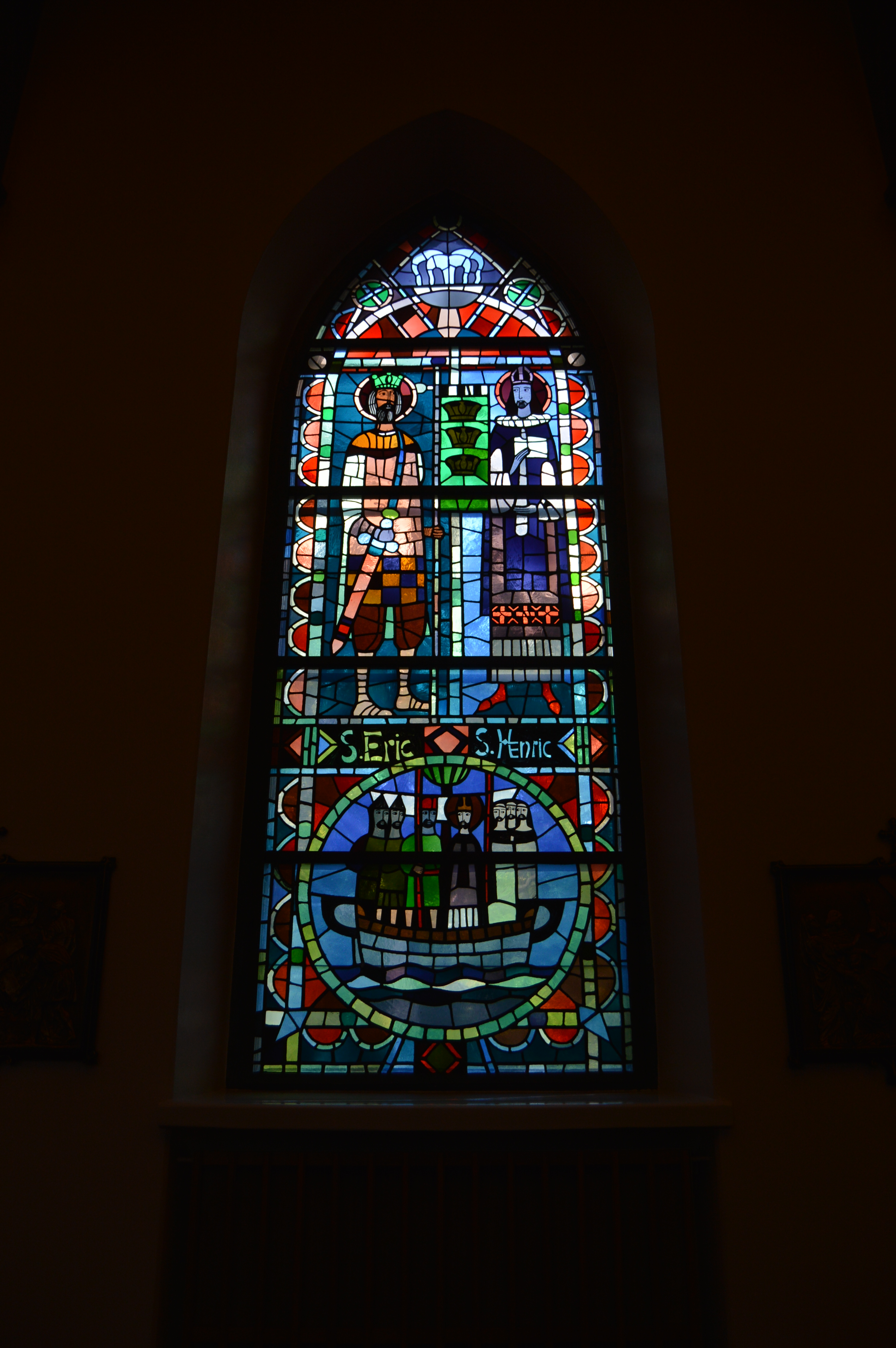
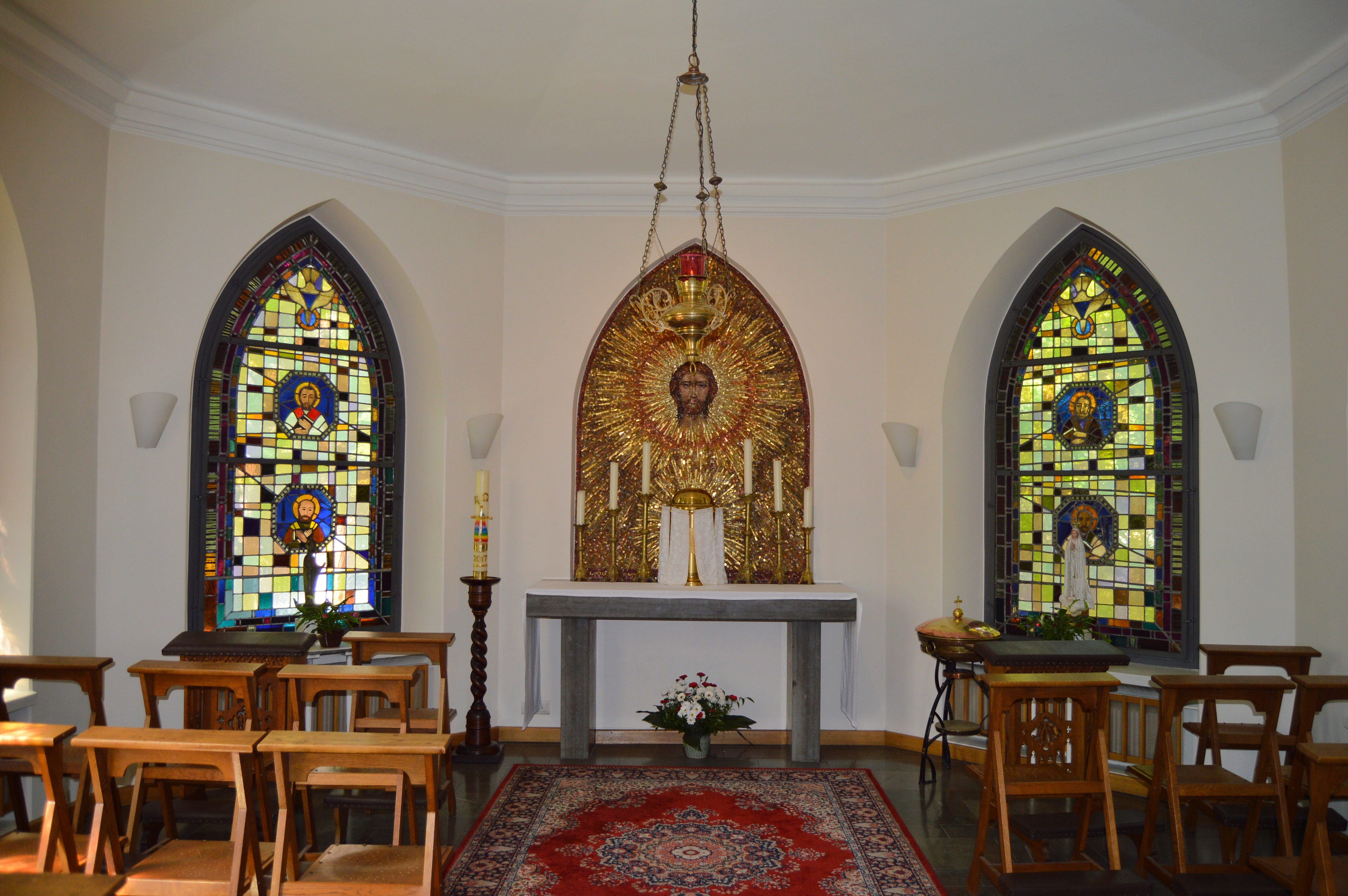